# Марафелці
Марафе́лці (болг. Марафелци) — село у Великотирновській області Болгарії. Входить до складу общини Єлена.

## Населення
За даними перепису населення 2011 року у селі проживали 4 особи.
Розподіл населення за віком у 2011 році:
Динаміка населення: